# Florestano Di Fausto
Florestano Di Fausto (né le 16 juillet 1890 à Rocca Canterano, dans la province de Rome, dans le Latium et mort le 11 janvier 1965) est un architecte et urbaniste italien aux nombreuses réalisations au début du XXe siècle en Italie, en Grèce, en Albanie, en Tunisie et, surtout, à Rhodes et en Libye.
Son style oscille entre le baroque et le néo-mauresque, avec des touches de classicisme. Il a marqué le paysage urbain des quartiers centraux de Tripoli, la capitale libyenne.

## Principales œuvres

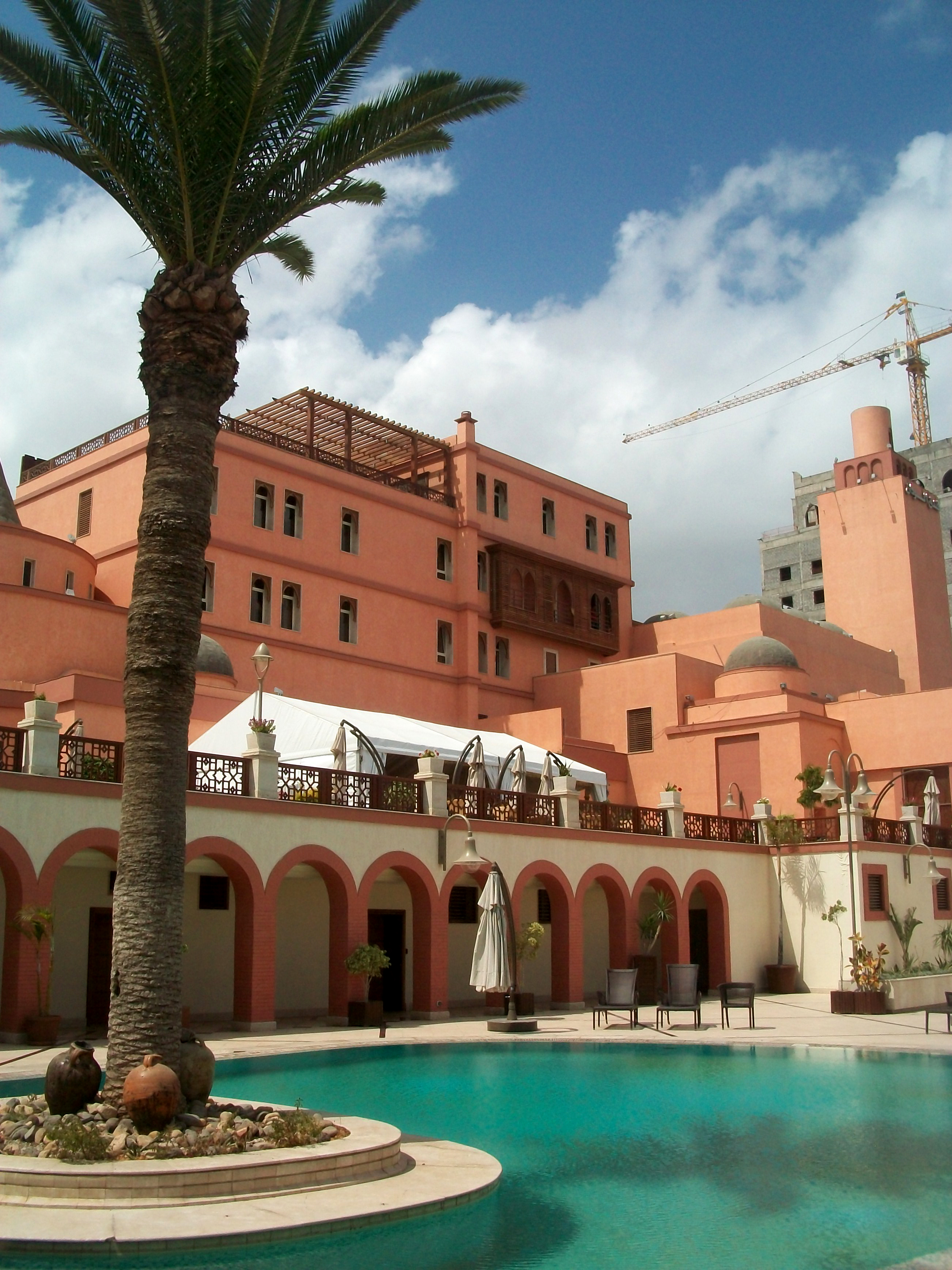
Hôtel Casino Waddan à Tripoli, Libye.

- Italie, Rome : Calvaire et Chapelle des reliques de la Basilique Santa Croce de Gerusalemme, 3 maisons pour les employés du Ministère des Affaires Étrangères
- Italie, Naples : Pavillon de l'exposition libyenne
- Grèce : palazzina della delegazione, 1926, île grecque de Kastelórizo, entre Rhodes et la Turquie
- Rhodes : Plan d'aménagement et d'extension de Rhodes en 1926, palais du Gouverneur en 1927, quartier Foro Italico, le nouveau marché (actuellement Nea Agora), bureau de poste, cathédrale latine, bâtiment du gouvernement (actuellement Nomarkia), caserne Regina, Hôtel des Roses
- Albanie : Aménagement du Centre-Ville de Tirana, Palais Royal de Durazzo, Villa Royale à Scutari
- Tunisie : Consulat italien
- Libye, Tripoli : Palais du Gouvernement (actuellement Palais du Peuple), Aménagement et mise en valeur de l'Arc de Triomphe Marcus Aurelius et des places du Palais et de la Cathédrale, Edificio del Governo (actuellement ministère de l'intérieur), Mosquée Darar de Dahra, Université Coranique, Église de Dahra, Hôtel Mehari (remplacé par une construction plus récente), Hôtel Casino Waddan, Galleria d'Oro (actuellement Institut National d'Assurance), Marché de la rue Rachid, Souk el Mouchir et Arab Café, Prison (Carcere Giudiziario), plans d'aménagement de nouveaux quartiers et nombreux immeubles
- Libye, Autres : Église de Sebratah; Hôtels Nalut, Pre Saharan Jefren et Ghadames à Gebel; Arc de Triomphe de Syrte; Arco dei Fileni et différents autres travaux y compris à Benghazi